# Tupolev Tu-324
Tupolev Tu-324 là một loại máy bay chở khách vùng 30-50 chỗ. Máy bay được trang bị 2 động cơ Ivchenko-Progress AI-22 hoặc. Rolls-Royce BR710.

## Biến thể

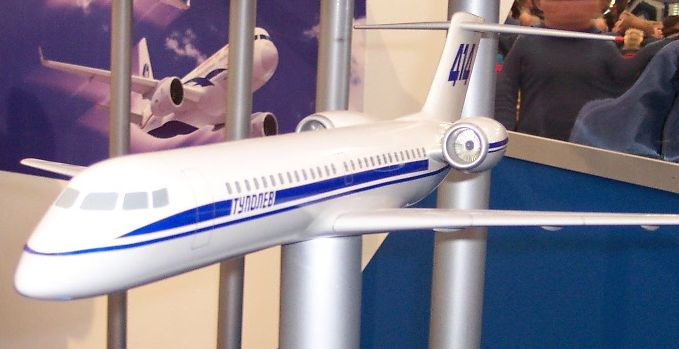
Mô hình Tu-414

Tu-324
Tu-414

## Tính năng kỹ chiến thuật
Đặc điểm tổng quát
- Tổ lái: 2
- Sức chuyên chở: 30–50 hành khách
- Chiều dài: 26,2 m (7,3 m)
- Sải cánh: 24,7 m ()
- Chiều cao:  ()
- Trọng lượng có tải: 24.630 kg ()
- Động cơ: 2 × AI-22 / BR710 kiểu turbofan

 Hiệu suất bay 
- Vận tốc hành trình: 800 km/h
- Tầm bay: 4.500 km ()